# Білека Володимир Павлович
Володимир Павлович Білека — український професійний велогонщик.

## Біографія
Володимир Білека народився 6 лютого 1979 року в м. Дрогобичі. Закінчив місцеву школу. Займався велоспортом в секції Дрогобицької ДЮСШ «Медик». Перший тренер — Ігор Романишин.

## Спортивна кар'єра
Перший професійний контракт підписав в Італії. Розпочинав підкорювати Європу з італійською командою «Zoccorinese» у 2001 році. Володимир Білека виступав за такі команди як: US Postal, Discovery, Lotto. Увійшов до складу переможців гонки-критеріума «Гран-прі Донецька» в рамках чемпіонату України: велогонщики Олександр Мариненко (Україна, ISD-Lampre Continental; 1-е месце), Володимир Білека (Україна, Amore & Vita; 2-е месце) і Максим Васильев (Україна, ISD-Lampre Continental; 3-є месце). Білека перейшов у професійну команду Landbouwkrediet — Colnago в 2002 році. Він залишався з бельгійською командою 004 рік. Він супроводжував співвітчизника Поповича американському каналу Discovery Channel протягом трьох років з 2005 по 2007 рік.
У травні 2008 року Міжнародний союз велосипедистів дискваліфікував 29-річного спортсмена на два роки, виявивши в його аналізах заборонений препарат еритропоетин. Володимир Білека покинув спорт та команду Silence-Lotto в травні. В документі Міжнародного велосипедного союзу (UCI) зазначено причину сумнівної відставки Білеки, близького друга Ярослава Поповича. Білека перевірив позитивний результат 18 квітня в позаконкурсному контролі. Він брав участь у «Амстел-Золоті» і перебував у рятувальній групі у фліше-валлонні — 20 і 23 квітня — перед тим, як 3 травня він відправив факсом свою відставку в «Silence-Lotto».
У 2012 році представляв Закарпатську область, виграв гонку в загальній класифікації серед елітних атлетів і посів п'яте місце в заліку на звання «Гірського короля». Володимир Білека у 2014 році зі своїм товаришем Ярославом Поповичем підписав контракт з командою шестиразового переможця «Тур де Франс» Ленса Армстронга.

## Особисте життя
Одружений. Дружина — італійка Сара.